# Lukas Meisner (Philosoph)
Lukas Meisner (* 1993 in Stuttgart) ist ein deutscher Philosoph, Soziologe und Schriftsteller. Er schreibt neben akademischen Artikeln und Büchern in literarischen Formen wie Roman, Essay, Erzählung und Gedicht. Seit 2025 ist er Herausgeber der Zeitschrift für Philosophie und Sozialwissenschaften Das Argument.

## Leben
Meisner studierte Philosophie, Soziologie sowie allgemeine und vergleichende Literaturwissenschaft in Tübingen, Colchester, Berlin und London. 2023 wurde er in Philosophie zum Thema Critical Marxist Theory. Political Autonomy and the Radicalising Project of Modernity (Palgrave) in einem Cotutelleverfahren zwischen der Università Ca' Foscari Venezia und dem Max-Weber-Kolleg für kultur- und sozialwissenschaftliche Studien mit Forschungsaufenthalt am Max-Planck-Institut für Wissenschaftsgeschichte promoviert.
Neben der Tätigkeit als wissenschaftlicher Mitarbeiter an der Universität Potsdam war er als Lehrbeauftragter u. a. an der Humboldt-Universität zu Berlin, der Leuphana Universität Lüneburg, der Friedrich-Schiller-Universität Jena und der Universität der Künste tätig. Zudem ist er Fellow am Berliner Institut für kritische Theorie sowie am Institute for International Political Economy der Hochschule für Wirtschaft und Recht Berlin.
2023 wurde sein Sachbuch Medienkritik ist links. Warum wir eine medienkritische Linke brauchen im Verlag Das Neue Berlin veröffentlicht.  2024 war Meisner Nietzsche-Stipendiat der Klassik Stiftung Weimar. Im selben Jahr erschien im Kopf & Kragen Verlag seine Novelle Wrackmente. 2025 ist er Marcuse Society Postdoctoral Fellow.
Lukas Meisner lebt und arbeitet in Berlin.

## Rezeption
2022 erhielt Meisner den 1. Preis des UNESCO-kuratierten Concorso Internazionale di Poesia e Teatro „Castello di Duino“ für sein Gedicht Brennnesseln.
Über Medienkritik ist links urteilte für den Deutschlandfunk der Rezensent Cantürk Kiran, dass das Buch ein „Plädoyer für linken Mut, sich mit fundierter Kritik wieder am Diskurs [um Medien] zu beteiligen“ biete, dessen „Argumentation durchweg schlüssig“ sei.
Der Schriftsteller und Literaturkritiker Mesut Bayraktar bezeichnete Wrackmente in einer in der Tageszeitung nd erschienenen Rezension als „visionäre Parabel“ und resümierte: „Das Gelesene greift ins Denken ein.“ In der Zeitung Junge Welt wurde Wrackmente als literarische Reflexion auf die „unerhörten Begebenheiten, die sich in unserer Zeit ereignen“ beschrieben und als poetische Auseinandersetzung mit gesellschaftlichem Verfall und Hoffnung interpretiert.

## Veröffentlichungen
- Critical Marxist Theory. Political Autonomy and the Radicalising Project of Modernity, Palgrave Macmillan, Cham 2025, ISBN 978-3-031-80766-4.
- Wrackmente (Novelle), Kopf & Kragen Literaturverlag, Berlin 2024, ISBN 978-3-949729-15-7.
- Medienkritik ist links. Warum wir eine medienkritische Linke brauchen, Das Neue Berlin, Berlin 2023, ISBN 978-3-360-02758-0,
- Erde im Himmel (Erzählung), Edition Halkyon, Leipzig 2021.
- Das Buch der Wüste. Jede Seite eine Düne, Epubli, Berlin 2020, ISBN 978-3-7502-9498-1.
- Capitalist Nihilism and the Murder of Art, mit Eef Veldkamp, Aporia Publishing, Arnhem 2020.
- (als Hg. mit Theresa Walter) Avantgarden vom Kopf auf die Füße gestellt. Kritik an Kunst vs. Künstlerkritik, HU Press, Berlin 2020.
- DysUtopia (Roman), Epubli, Berlin 2017, ISBN 978-3-7531-3572-4.